# الدوري التونسي لكرة اليد 1991–92
الدوري التونسي لكرة اليد 1991-1992 هو الدورة 37 من الدوري التونسي لكرة اليد للرجال.
فاز بهذا الموسم الترجي الرياضي التونسي.

## روابط خارجية
- الموقع الرسمي للجامعة التونسية لكرة اليد.